# 므게브로프-르노 장갑차
므게브로프-르노 장갑차(Мгебров-Рено, Mgebrov-Renault armored car) (~1930년)는 러시아의 장갑차이다.

## 제원
1915년 배치
개발: 러시아
무게: 3.34톤
엔진: 30마력 가솔린 엔진사용(포장도로기준 50km언저리)
무장 7.62mm 기관총 탑재
운용인원 초기형 3명, 후기형 4명

## 개요
경사장갑을 적극채용한 초기 장갑차량 중 하나로서 크게 큰 포탑이 하나 달린 초기형과 초기형 포탑의 한계를 절감하고 작은 포탑 두 개를 단 후기형이 있다.
1차 세계대전과 적백내전에서 사용되었으며 전쟁 후에도 소수의 차량이 운용되었고 1930년 퇴역하였다.